# Bank Bniński, Chłapowski i Plater - Tellus
Bank Bniński, Chłapowski i Plater - Tellus – bank (spółka akcyjna) działający w Poznaniu w latach 1862-1873. Był prekursorem bankowych towarzystw akcyjnych w mieście.
Bank założono jako spółkę komandytową 19 października 1862 w Bazarze z inicjatywy wielkopolskiego ziemiaństwa. Celem działania instytucji był wykup ziemi i sprzedawanie jej Polakom, udzielanie kredytów hipotecznych i obrót hipotekami ziemskimi. Bank nie posiadał polskiej konkurencji, w związku z czym jego oferta cieszyła się dużym powodzeniem, przekładając się na początkowe sukcesy, które uśpiły czujność służb kontrolnych. Nadmiernie rozbudowano akcję kredytową, zbudowano pokaźną bazę klientów niesolidnych, podjęto liczne nietrafione transakcje w handlu zbożowym, a także spekulacje papierami wartościowymi. Wszystko to doprowadziło do bankructwa banku w 1873, a także rozległych strat polskiego ziemiaństwa i instytucji kooperujących z różnych branż nie tylko w Wielkopolsce, ale też w innych zaborach i poza nimi. Sprawiło to, że Tellus stał się na długie dziesięciolecia negatywną legendą polskiej bankowości akcyjnej, częściowo hamując działalność w tym zakresie. Upadek był tym dotkliwszy, że praktycznie nie poprzedzały go żadne złe informacje ekonomiczne. Sprawa nadszarpnęła zaufanie do polskich instytucji finansowych, zwłaszcza w ostrożnej gospodarczo Wielkopolsce.